# Municipio de Pymosa
El municipio de Pymosa (en inglés: Pymosa Township) es un municipio ubicado en el condado de Cass en el estado estadounidense de Iowa. En el año 2010 tenía una población de 333 habitantes y una densidad poblacional de 3,61 personas por km².

## Geografía
El municipio de Pymosa se encuentra ubicado en las coordenadas 41°27′32″N 94°58′50″O / 41.45889, -94.98056. Según la Oficina del Censo de los Estados Unidos, el municipio tiene una superficie total de 92.31 km², de la cual 92,29 km² corresponden a tierra firme y (0,02 %) 0,02 km² es agua.

## Demografía
Según el censo de 2010, había 333 personas residiendo en el municipio de Pymosa. La densidad de población era de 3,61 hab./km². De los 333 habitantes, el municipio de Pymosa estaba compuesto por el 99,4 % blancos, el 0,3 % eran asiáticos, el 0,3 % eran de otras razas. Del total de la población el 0,9 % eran hispanos o latinos de cualquier raza.